# Véronique Filozof

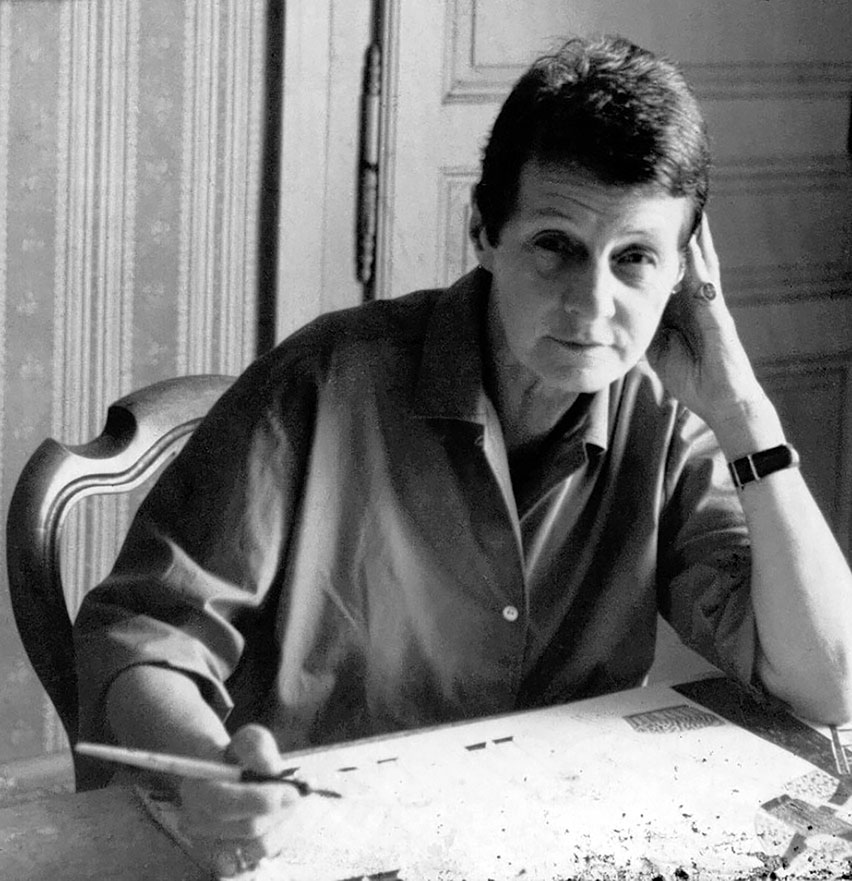
Véronique Filozof

Véronique Filozof (* 8. August 1904 in Basel; † 12. Januar 1977 in Mülhausen; geb. Vérena Valérie Sandreuter) war eine schweizerisch-französische Zeichnerin, Illustratorin und Malerin. Sie war die Tochter des Kupferschmieds Rudolf Sandreuter und Nichte des Basler Kunstmalers Hans Sandreuter (1850–1901).

## Leben und Werk
Während eines Sprachaufenthalts in Frankreich lernte sie Paul Modin kennen; das Paar heiratete 1923 und blieb in Frankreich, seit 1928 in Mülhausen, 1936 wurde die Ehe geschieden. Im Mai 1940 verheiratete sich Véronique Sandreuter mit Georges Filozof, einem polnischen Bergbauingenieur der elsässischen Kaliminen. Die Kriegsjahre verbrachten sie in Sarlat im südwestfranzösischen Périgord. Dort wurde Véronique Filozof zur Bilderserie Le Périgord Noir inspiriert; in schwarzweißen Tuschzeichnungen hielt sie das Landleben dieser Region fest. 1954 schaffte sie mit dieser Sequenz in Paris den Durchbruch; André Bloc publizierte die Werke als Buch. Es folgten Zeichnungsserien des ländlichen Lebens und Brauchtums wie La vie en Appenzell oder Der Vogel Gryff. Zusammen mit Jean Cocteau realisierte sie Le Palais Royal. Die von Véronique Filozof illustrierten Fables de La Fontaine (1962) wurde als bestes Schweizer Buch ausgezeichnet; ebenso setzte sie den Pariser «Mai 1968» in ihrem typischen Zeichnungsstil künstlerisch um.
Ihr wohl eindrücklichstes Werk ist Der Totentanz / La dance macabre, für das sie sich von Hans Holbein d. J. inspirieren ließ. Die vierzig Blätter des Totentanz – 1976 im Pharos-Verlag als Buch in einer Auflage von 500 nummerierten und signierten Exemplaren erschienen – bilden eine in sich geschlossene Werkgruppe aus einer Serie von 250 Zeichnungen und Aquarellen über Basel. Die Gestaltung des Buches geht auf Entwürfe des Schweizer Typografen Emil Ruder zurück. Ihm und ihrem Mann Georges Filozof widmete Véronique Filozof das Buch.
In den fünfziger Jahren betrieb sie im Dachstock ihrer Villa ein Kleintheater, den Grenier Littéraire, wo sie Lyriklesungen und Vorträge organisierte, aber auch in eigenen avantgardistischen Performances auftrat.